# Pour le piano
| II. Sarabande           |
|                         |
| performed March 2011    |
|                         |
| III. Toccata            |
|                         |
| performed November 2010 |
|                         |

Pour le piano és una suite per a piano composta per Claude Debussy entre 1894 i 1901. És considerada una obra impressionista, i fou estrenada a la Sala Érard de París l'11 de gener de 1902 per Ricard Viñes.
Consta de tres moviments (preludi, sarabanda i tocata), i cadascun d'ells és dedicat a una persona diferent. El primer moviment, un preludi virtuosista que sembla evocar els sons dels gomgs de Java, és dedicat a una alumna seva, Worms de Romilly; la sarabanda —composta l'hivern de 1894 i posteriorment orquestada per Maurice Ravel— és dedicada a Yvonne Lerolle i la tocata final, també virtuosística, és per a un altre dels seus alumnes, Nicolas Coronio.